# 小行星11229
小行星11229（11229 Brookebowers）是一颗绕太阳运转的小行星，为主小行星带小行星。该小行星于1999年5月10日发现。

## 轨道参数
小行星11229的轨道半长轴为2.2392776 UA，离心率为0.152。